# Torbeh Bar
Torbeh Bar (persiska: تربه بر) är en ort i Iran.   Den ligger i provinsen Gilan, i den nordvästra delen av landet, 270 km nordväst om huvudstaden Teheran. Antalet invånare är 329.
Terrängen runt Torbeh Bar är mycket platt.  Närmaste större samhälle är Bandar-e Anzalī, 13,1 km öster om Torbeh Bar. 